# 喬遠煐
喬遠煐（1761年8月5日—1823年7月8日，乾隆辛巳七月初六日－道光癸未六月初一日），又名遠瑛，字賁山，號筆珊，又字蘊華、碧珊。湖北省漢陽府孝感縣（今屬孝感市孝南區）人，清朝政治人物、詩人，道光年間官至通政使司副使。

## 生平
乾隆四十年（1775年），年十四歲成為邑廩生。
五十三年（1788年），中式戊申科湖北鄉試舉人。五十五年（1790年），中式庚戌恩科會試，殿試位列第二甲第三十二名。以主事用，籤分戶部學習行走。補戶部陝西司主事。
嘉慶三年（1798年）五月，以戶部主事差充戊午科四川鄉試副考官。十月十八日，吏部引見，硃批記名以都察院監察御史用。
後升戶部貴州司員外郎、陝西司郎中。五年（1800年），充庚申恩科順天鄉試同考官。
六年（1801年），考選山東道監察御史。
七年（1802年）二月，奏請調整湖北省鹽務、以杜積弊：「楚省行銷兩淮綱引，近年該管道員私立封輪之禁，將淮綱先到船隻查驗號數開售，其後到船隻均封貯漢河，不准搶賣，奸商得以居奇壟斷，民閒有淡食之虞。又將已裁漢商匣費酌定銀數，並逐漸加增，致該商等暗扣折頭、濫行開支……己未庚申兩年，共派銀八十餘萬及百萬兩不等。」嘉慶帝命湖廣總督吳熊光徹查。
八年（1803年）十一月，奏陳：「本年查辦貴州陝西經理軍需各員案內，有原參『嚴加議處』而吏部僅照常例核議者。有原參『分別嚴議』而吏部不按銀數多寡、概議以降五級調用者。」吏部覆奏，按照定例，各省督撫參劾屬員，不得用嚴加議處字樣；嘉慶帝諭嗣後吏部將奏請處分未協之原參督撫隨摺聲明，候皇帝定奪。
九年（1804年）八月，奏參當年二月刑部被竊贓罰庫銀一案，刑部反覆派員研訊，遷延半年，仍未審明正賊真贓，請將堂官、司員分別核議。嘉慶帝認為刑部只偵訊看守庫房的低階小馬兵丁人等、反覆刑求以致忽然認罪又忽然翻供，且刑求到體無完膚，顯然有冤抑、拖斃無辜，諭將長麟、賡音交吏部察議，董誥、德瑛、熊枚、姜晟、瑚素通阿及審辦司員交部議處，並改派精明司員訊辦。此後升轉河南道掌道監察御史、刑科給事中。
十二年（1807年）十一月，奏稱：「運使崇福改用御史、郎中，其他年衰重聽者概不得援以為例，並請敕下部院大臣如有龍鍾衰頹之員，隨時秉公查核。」嘉慶帝認為外省司道大員，於引見召對時如果年老重聽、精力衰頹，往往酌量改授京職；而量材簡用都出自皇帝裁示，原無定例，且京察引見時可令衰老官員休致，批評喬遠煐所奏「妄言國政」。
十三年（1808年），充戊辰恩科順天鄉試同考官。
十六年（1811年）二月，奏陳「考試供事，請毋令翰林院編檢及庶吉士代出圖結。」獲採納，上諭：「翰林為京員清秩，非在署行走司曹可比。若紛紛代供事出結考試，臨期識認，於體制未協。嗣後各衙門考試供事，所有編修檢討及庶吉士等官不准出具圖結。其邊遠省分，在京六品以上人員較少，著准其取具七品京官圖結，再加印結收考。若有六品以上人員可出印結者，亦不准出具圖結。」九月，與御史劉奕煜、左副都御史誠安先後奏參吏部銓選兵部主事員缺程序錯誤，最終使管理吏部事務大學士勒保及全體堂官遭到處分、滿吏部尚書瑚圖禮遭降調副都統阿克蘇辦事大臣。十一月，彈劾湖北按察使周季堂偏袒署知縣黃南金「濫責生員，案件拖延一年不結，並蓄養戲班、收買優伶，且每逢放告之期，先令代書呈繳制錢五十千文」，周季堂因此遭到革職審辦、發遣新疆烏魯木齊效力贖罪。
十七年（1812年）十一月，奏請諭令直省督撫，嚴飭州縣官速結詞訟及緝捕要犯、按例處分。獲讚賞及採納。
十八年（1813年）十月，奏請宣揚教化，以正人心，以厚風俗。獲得採納。此後記名以道員即用，升遷戶科掌印給事中、內閣侍讀學士、太僕寺少卿、通政使司副使。誥封資政大夫。
道光三年（1823年）六月初一日，卒，年六十三歲。

## 著作
- 《銀臺文稿》[5]

## 家庭及關聯[5]
- 祖父：喬士偉（1700年－1762年），誥贈資政大夫。
- 祖母：周氏（1699年－1745年），誥贈夫人。
- 父：喬志行（1730年－1804年），乾隆三十年舉人，候選知縣，誥贈資政大夫。
- 母：夏氏（1731年－1791年），夏方國之女，誥贈夫人。

- 遠煐為次子，另有一兄一弟一姊妹：
  - 喬遠炳（1758年－1825年），乾隆六十年進士，官至刑部郎中。
  - 喬遠煜（1767年－1786年）。
  - 姊妹，適黃陂邑庠生張紹銘。

### 妻室
- 正室：黃陂張氏（1761年－1827年），誥封夫人。
- 無側室。

### 子女
有一子二女：
- 子：喬用遴（？年－？年），道光二年恩廕生，官至四川布政使司經歷。娶蔣氏，乾隆五十五年進士都察院左副都御史蔣祥墀次女。
- 長女，適安徽蕪湖邑庠生同知銜黃少民。
- 次女，適同邑候選巡檢程惇溥。